# Dropzone (Computerspiel)
Dropzone ist ein Computerspiel des britischen Softwareherstellers Arena Graphics aus dem Jahr 1984. Das Shoot ’em up ist ein seitwärts und bidirektional scrollender Shooter im Stile von Defender. Das Spiel wurde von Archer MacLean entwickelt und programmiert und war sein erstes kommerzielles Videospiel.
Es wurde 1984 für die 8-Bit-Heimcomputer von Atari und 1985 für den Commodore 64 veröffentlicht. 1994 wurde das Spiel für den Game Boy und 1999 für das Nintendo Entertainment System portiert, später für die Handheld-Konsolen Sega Game Gear und Game Boy Color. Die englischsprachige Verkaufsbezeichnung Dropzone [ˈdrɒpzəʊn] bezeichnet eine Landezone für Fallschirmspringer.

## Ausgangssituation
Im Jahr 2085 hat ein Roboterkrieg fast die gesamte Menschheit sowie deren Lebensgrundlagen auf dem Planeten Erde zerstört. In einem letzten Akt von kollektivem Überlebenswillen vereinen sich die restlichen Menschen, um ein Raumschiff zu bauen und ein neues Sternensystem zu bevölkern. Der Antrieb des Raumschiffs benötigt als Treibstoff Kristalle, die drei Vulkane des Jupiter-Mondes Io auf dessen Oberfläche schleudern. Die Exploration dieser Kristalle erfolgt durch Wissenschaftler von einer zentral gelegenen Mondbasis aus.

### Konflikt
Außerirdische vom Planeten Jupiter wollen den Raubbau ihrer Rohstoffe auf dem benachbarten Mond durch die menschlichen Eindringlinge verhindern und greifen die Mondbasis mit dem militärischen Ziel an, alle Wissenschaftler und die sie verteidigende Astronauten zu töten. Das Gefechtsfeld ist die von Vulkankratern durchsetzte Planetenoberfläche sowie die darüber befindliche Atmosphäre.

## Interface

### Benutzeroberfläche
Die Grafische Benutzeroberfläche (GUI) ist in zwei Bereiche unterteilt: Das untere Fünftel des Bildschirms zeigt eine mittig angeordnete, stark komprimierte Übersichtskarte der Spielfläche an, gerahmt von Statusanzeigen der noch lebenden Wissenschaftler, Astronauten und der verfügbaren Strata Bombs und Cloak-Zeit. Der untere Bereich der seitlich scrollenden, zweidimensional dargestellten Spielfläche wird von der Topografie der Planetenoberfläche eingenommen, auf der sich die Mondbasis mit deren Absetzzone, Mondkrater und die drei aktiven Vulkane befinden. Das Spielfeld erstreckt sich über die oberen zwei Drittel der Anzeige. Die Mondoberfläche hat in der Horizontalen eine Breite von sechs Bildschirmlängen, bevor sie zu beiden Seiten wieder bei der Station anlangt.

### Steuerung
Neben einem Zwei-Achsen-Joystick stehen alternativ auch Tasten zur Verfügung für Vertikal- und Horizontal-Schub, Feuerknopf, Strata Bomb und Cloak. Die Spielfigur wird durch einen Jetpak beschleunigt und von Gravitation und Trägheit in der Bewegung beeinflusst.

## Spielprinzip
Die Spielmechanik ist weitgehend dem Arcade-Spiel Defender entlehnt und hat Elemente von Stargate (1981), Scramble (1981), Robotron: 2084 (1982) und Galaxian (1979). Von Defender wurden auch der Schriftsatz sowie ähnliche Außerirdischensprites und das Layout des Titelbildschirms übernommen.

### Wirkmittel
Der Spielfigur stehen als Angriffswaffen eine gepulste Energiewaffe mit unbeschränkter Leistung und drei Smart Bombs (Strata Bombs) zur Verfügung. Zur Verteidigung dient ein auf 15 Sekunden befristeter Schutzschirm, der unverwundbar macht.
Mit einer den Kamikaze vergleichbaren Taktik bringen die Außerirdischen den Raketenrucksack-Piloten durch Karambolage zur Explosion. Planter, Nemesiten, Antimaterie und Nmies feuern zudem Projektile auf den Spieler. Planter setzen Androiden auf der Mondoberfläche ab, die die Wissenschaftler angreifen und die Mondbasis infiltrieren.

### Spielverlauf
Der Spieler lenkt den Protagonisten über ein horizontal seitlich scrollendes Spielfeld. Er muss den verschiedenen feindlichen Flugkörpern ausweichen und diese zerstören, die Wissenschaftler von der Planetenoberfläche einsammeln und über der Landezone der Station absetzen. Der Spieler hat die Aufgabe, pro fünf Angriffswellen mindestens einen von acht Wissenschaftlern von der Planetenoberfläche zu retten und zur Mondbasis zurückzuführen.
Der Spieler startet mit drei Leben, drei Strata Bombs und 15 Sekunden Schutzschirmzeit. Alle 10.000 Punkte erhält er ein zusätzliches Leben und eine weitere Strata Bomb sowie 7 Sekunden zusätzliche Schutzschirmzeit. Insgesamt gibt es 99 Level, jeder mit ansteigendem Schwierigkeitsgrad. Nach Level 99 springt das Spiel auf Level 95 zurück. Da das Spiel keine Siegbedingungen definiert und der Gegner über unbeschränkte Reserven verfügt, kann das Spiel nicht gewonnen werden.

### Auszeichnungen
Am Ende des Spiels wird in Abhängigkeit von der erzielten Punktzahl eine der nachfolgenden elf Auszeichnungen vergeben:
1. Not Listed – practice recommended
2. Dextral Dodger
3. Trekkie
4. Moon Cadet
5. Planetsman
6. Ace
7. Planet Marshal
8. Planet Lord
9. Star Warrior
10. Solar Prodigy
11. Megastar – mission completed

## Entwicklung
1981 kaufte MacLean einen Atari 800, unmittelbar nachdem der Heimcomputer offiziell im Vereinigten Königreich angeboten wurde, und begann mit der Programmierung an dem, was sich später zu Dropzone entwickeln sollte. Ab 1984 wurde das Spiel vom Publisher U.S. Gold für den Atari vertrieben. MacLean konvertierte anschließend das Spiel für den C64.
MacLean äußerte sich bezüglich der C64-Version wie folgt:

“The [Commodore] 64 Dropzone is about 46k [kilobytes] long and consists of 15,000 lines of sparsely commented code with around 350 subroutines and around 3000 labels. Those who can reach Megastar status on the 64 should have had enough practice to attempt an Atari supervised Dropzone mission. The Atari, being the Porsche of home computers, is capable of running Dropzone 2.5 times faster than the 64 and can handle any amount of blobs on screen, even when you release a Strata Bomb. It is visually, sonically etc., identical and about 12K shorter. However, the 64 is still a respectable BMW316.”

„Die C64-Version von Dropzone ist ungefähr 46 kB lang und besteht aus 15.000 Zeilen spärlich kommentiertem Programmcode mit ungefähr 350 Unterprogrammen und rund 3000 Labels. All jene, die auf dem C64 den Status Megastar erreicht haben, sollten genug Übung haben, um eine Dropzone-Mission auf dem Atari zu versuchen. Der Atari ist der Porsche unter den Heimcomputern und in der Lage, Dropzone zweieinhalbmal schneller als der C64 auszuführen und jede beliebige Anzahl von Blobs darzustellen, selbst wenn eine Strata-Bombe ausgelöst wird. Es ist visuell und klanglich identisch und etwa 12 kB kürzer. Trotz allem ist der C64 ein respektabler BMW 316.“

## Veröffentlichung
Für den Vertrieb auf dem europäischen Markt ging MacLean einen Vertrag mit dem britischen Publisher U.S. Gold ein. Nach 18 Monaten stoppte die Firma die Zahlungen der Tantieme mit der Begründung, dass sich das Computerspiel nicht länger verkaufe und deshalb nicht mehr hergestellt werde. Auf seinen ausgiebigen Reisen durch Europa und Australien stellte MacLean allerdings fest, dass sich sein Spiel sehr wohl noch im Einzelhandel und im Verkauf befand. Zudem entdeckte er in den Vereinigten Staaten eine Anzeige, die eine Portierung von Dropzone für NTSC-Systeme bewarb. Nachdem MacLean diesen Umstand entsprechend durch Testkäufe dokumentiert und sich rechtliche Beratung gesucht hatte, folgten vier Jahre dauernde Rechtsstreitigkeiten mit dem Publisher, bis schließlich eine außergerichtliche Einigung bezüglich der Urheberrechtsverletzung erzielt wurde. Aus dem Erlös dieser Einigung kaufte MacLean sich einen Ferrari 288 GTO.

## Rezeption
Die Version für den C64 erhielt vom britischen Magazin Zzap!64 mit einer Wertung von 95 % die Goldmedaille.

„Ein Ballerspiel mit herrlicher, altmodischer, einfacher Handlung aber bärenstarken Effekten, das nicht gerade einfach ist. Liebhaber eines eleganten Soft-Scrollings kommen genauso auf ihre Kosten, wie Freunde einer spritzigen Grafik. Wer es actionreich mag, ist beim superschnellen »Drop Zone« auf dem richtigen Planeten gelandet.“

## Nachfolger
Der Nachfolger Super Dropzone ergänzte das Spiel um neue Waffen und um Endgegner an den Levelenden. Das Spiel erschien für das Super Nintendo Entertainment System (mit der Verkaufsbezeichnung Super Dropzone auf der Verpackung, jedoch mit Dropzone auf dem Startbildschirm), Game Boy Advance und die PlayStation. Nur die Version für den Game Boy Advance erschien in Nordamerika, die anderen Versionen ausschließlich in Europa.